# Blejska Dobrava
Blejska Dobrava je gručasto naselje s skoraj 1000 prebivalci ob severovzhodnem vznožju visoke planote Mežakle v Občini Jesenice. Nahaja se na rečnih terasah med izstopom rečice Radovne iz soteske Vintgarja in desnim bregom reke Save Dolinke.
Nekdaj je prevladovalo kmetijstvo, ki se danes naglo urbanizira pod vplivom jeseniške industrije, ima pa tudi svojo elektroindustrijo. Razvila se je iz predvojnega obrata za izdelavo elektrod. Tu sta še dva manjša industrijska obrata.
Naselje ima ugodno prometno lego ob železnici Jesenice–Sežana in ob cesti, ki skozi Poljane povezuje Zgornjesavsko dolino z Blejskim kotom.
V bližini je na reki Radovni hidroelektrarna Vintgar.

## Sakralna dediščina
V naselju je cerkev sv. Štefana. Cerkev je v osnovi gotska s pravokotno ladjo in peterostraničnim prezbiterijem, leta 1743 pa je bila prezidana v baročnem stilu. Ima dva stranska oltarja. Cerkev obdaja zid za katerim je staro, opuščeno pokopališče. Ohranjenih je le še nekaj grobov, med njimi grob Prešernovih sester, Katre in Jere z nagrobno ploščo, vzidano v cerkveno fasado.

## Dogodki
Vsakoletno 26.12 je organizirano tradicionalno žegnanje konj. Cerkev je poimenovana sv. Štefan, ki pa je zavetnik konj. Udeleži se ga veliko število konjenikov iz celotne občine.

## Znane osebe
- Štefan Sever (curling)
- Maruša Ferk (alpsko smučanje)
- Patricija Černe (curling)